# Пашків
Пашкі́в — село в Україні, у Бахмацькій міській громаді Ніжинського району Чернігівської області

## Географія
Розташовано на р. Борзенка (притока р. Борзна).

## Історія
Засноване близько 1860-1865 роках. Першими поселенцями села були Романенко Йосип Павлович, Пашко Гаврило Гранович, Пашко Петро Гранович. 
До 1918 року в селі налічувалося лише 7 дворів. Після порізки землі (1925 рік) на хутір Пашків із села Бахмач переселилися 8 сімей. 
На 1958 рік в хуторі налічувалося 36 дворів. 
На відстані 1-го кілометра від Пашкового хутора, на північний схід від нього, був розташований хутір Цибанів, який раніше називався „Вовків". До 1918 року поселенцями Цибаневого хутора були лише Цибані. 
У 1937-1938 роках в хутір Цибанів переселилася частина поселенців із хутора Острів. 
На 1958 рік в Цибаневому хуторі нараховувалося 34 двори. Ці два хутори в 1930 році були об'єднані в один Пашків, а його жителі створили колгосп „Прапор Комуни". 
У 1950 році цей колгосп разом із іншими колгоспами села Бахмач був об"єднаний в колгосп імені Хрущова, який з 1958 року перейменовано в колгосп „Прогрес".
12 червня 2020 року, відповідно до розпорядження Кабінету Міністрів України № 730-р «Про визначення адміністративних центрів та затвердження територій територіальних громад Чернігівської області», увійшло до складу Бахмацької міської громади.
19 липня 2020 року, в результаті адміністративно-територіальної реформи та ліквідації Бахмацького району, село увійшло до складу Ніжинського району Чернігівської області.